# Tajpeji metró
A taipei metró (egyszerűsített kínai írással: 台北捷运 (台北捷運, Táiběijiéyùn)) egy gyorsvasúti hálózat Tajpej (egyszerűsített kínai írással: 台北市 (Táiběi Shì)) és Hszinpej (egyszerűsített kínai írással: 新北市 (Xīnběi Shì)) városokban, a Kínai Köztársaságban. Gyakran csak az angol megfelelőjének (Mass Rapid Transit) rövidítésével, MRT-nek is nevezik.
Ez volt az első hasonló rendszer Tajvanon (a másik Kaohsziung (egyszerűsített kínai írással: 高雄 (Gāoxióng)) városában található). Az építés terveit 1986-ban hagytak jóvá és két évvel később meg is kezdődtek az építékezések. Az első vonal 1996-ban nyílt meg, de alig 4 évvel később már 3 vonalon 62 állomás tartozott a hálózatba. 2008 óta az állomások száma 131-re bővült, az utasforgalom pedig több mint kétszeresére nőtt.
A rendszert gyakran dicsérik biztonságáért, kiszámíthatóságért és minőségéért. Rendkívül hasznosnak bizonyult a közúti forgalom enyhítésében, naponta ugyanis több mint kétmillió ember használja a vonatokat.

## Vonalak

Földrajzi térkép

Jelenlegi és jövőbeni útvonalak

A hálózaton lévő 6 vonal reggel 6 órától másnap éjfélig üzemel (az utolsó vonatok a végállomásokra hajnali 1 óra körül érkeznek), de különleges események (például holdújév) alkalmából az üzemidő hosszabb. A vonatok a vonaltól és napszaktól függően 1,5 – 15 percenként követik egymást. A dohányzás a hálózat teljes egészén tilos, az étel-, italfogyasztás illetve a rágózás szintén tilos, de csak a fizető övezetben.
Az állomások különösen a csúcsidőkben rendkívül zsúfolttá válnak, különösképpen az olyan átszálló állomások, mint a Taipei main station, Zhongxiao Fuxing és Minquan West Road. Az automatizált hangosbemondások mandarin, angol, hokkien, hakka és japán nyelveken hallhatóak.
| Ikon                                         | Rövidítés | Magyarul      | Útvonalak                              | Járatsűrűség csúcsidőben | Járatsűrűség csúcsidőn kívül | Állomások száma |
| -------------------------------------------- | --------- | ------------- | -------------------------------------- | ------------------------ | ---------------------------- | --------------- |
|                                              | BR        | Barna vonal   | Nangang Exhib. Center – Taipei Zoo     | 2–4                      | 4–10                         | 24              |
|                                              | R         | Piros vonal   | Tamsui – Xiangshan                     | 6                        | 8–10                         | 28              |
| Beitou – Daan                                | R         | Piros vonal   | 3                                      | 4–5                      |                              | 28              |
| Beitou – Xinbeitou (Xinbeitou szárnyvonal)   | R         | Piros vonal   | 7–8                                    | 10                       |                              | 28              |
|                                              | G         | Zöld vonal    | Songshan – Xindian                     | 4–6                      | 6–8                          | 20              |
| Songshan – Taipower Building                 | G         | Zöld vonal    | 3                                      | 4–6                      |                              | 20              |
| Qizhang – Xiaobitan (Xiaobitan szárnyvonal)  | G         | Zöld vonal    | 12–20                                  | 12–20                    |                              | 20              |
|                                              | O         | Narancs vonal | Luzhou – Nanshijiao                    | 6                        | 8–10                         | 26              |
| Huilong – Nanshijiao (Xinzhuang szárnyvonal) | O         | Narancs vonal | 6                                      | 8–10                     |                              | 26              |
|                                              | BL        | Kék vonal     | Dingpu – Nangang Exhib. Center         | 6                        | 8–10                         | 23              |
| Far Eastern Hospital – Kunyang               | BL        | Kék vonal     | 3                                      | 4–5                      |                              | 23              |
|                                              | Circular  | Körjárat      | Dapinglin – New Taipei Industrial Park | 4–7                      | 5–10                         | 14              |

## Díjszabás

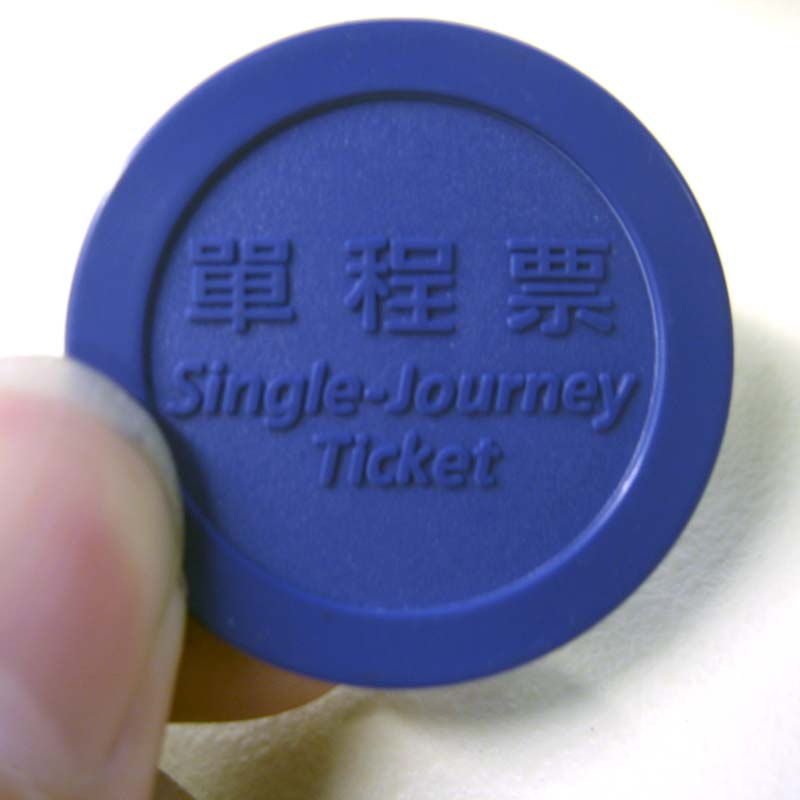
Egy útra érvényes token

A menetdíjak 20 és 65 taiwani dollár között mozognak a távolságtól függően. Egy útra szóló tokenekkel és feltöltőkártyákkal (hasonló a Londonban használatos Oyster kártyához) lehet utazni. Kezdetben a kártyával rendelkezők 20% kedvezményben részesültek, de ezt 2020. februárjában felváltotta egy új kedvezmény-rendszer, amiben minél többet utazik valaki, annál nagyobb kedvezményt kap. A kedvezmény a hónap első napján mintegy visszatérítésként kerül jóváírásra az előző hónap adatai alapján. A helyi önkormányzatok által kiállított speciális kártyával utazók 60%-os kedvezményben részesülnek. 6 év feletti gyermekek felnőtt jeggyel utazhatnak. Más típusú jegyek is léteznek, például havi jegyek, kombinált jegyek és kerékpáros jegyek.

## Infrastruktúra

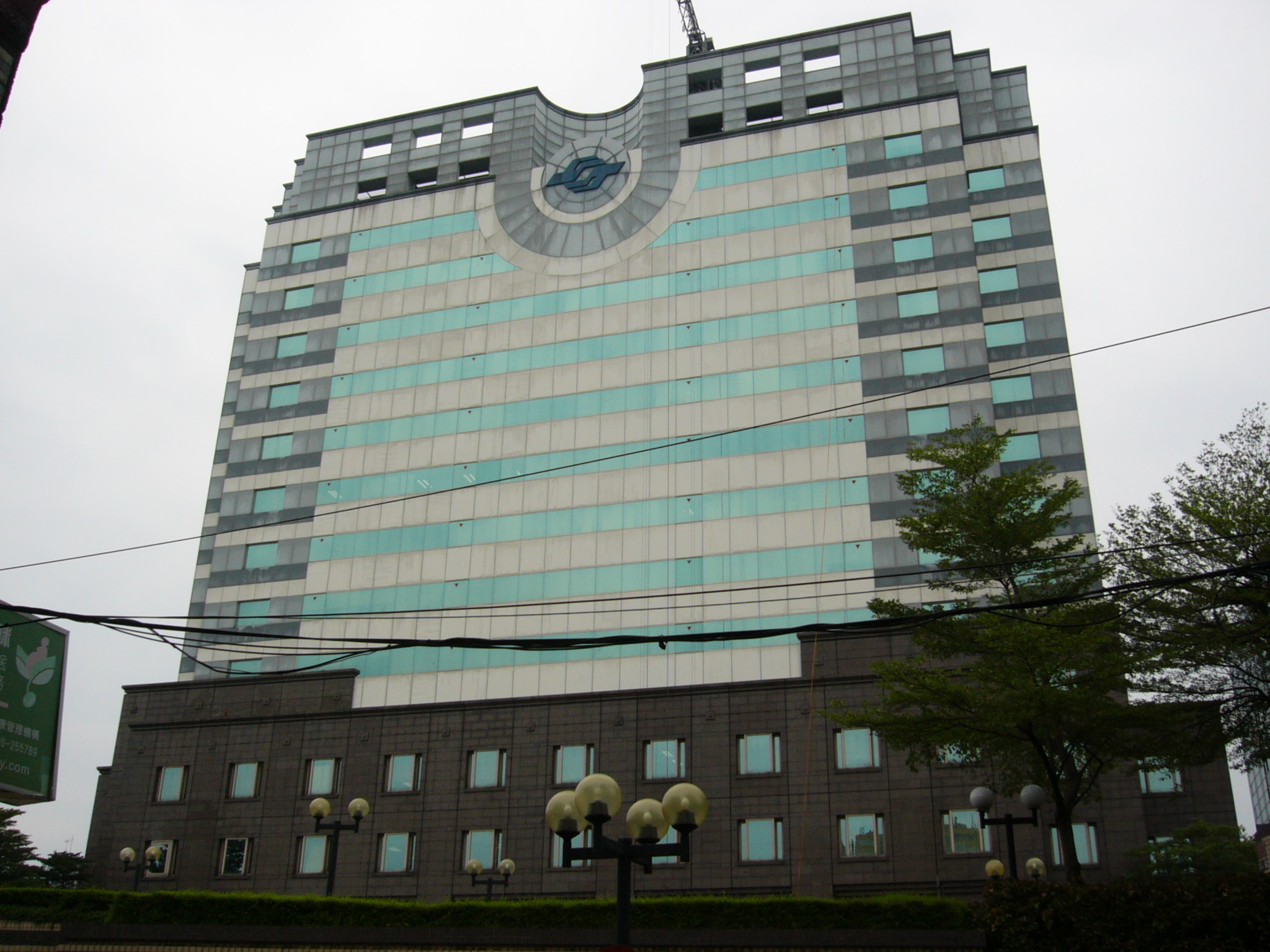
A tajpeji metró főhadiszállása

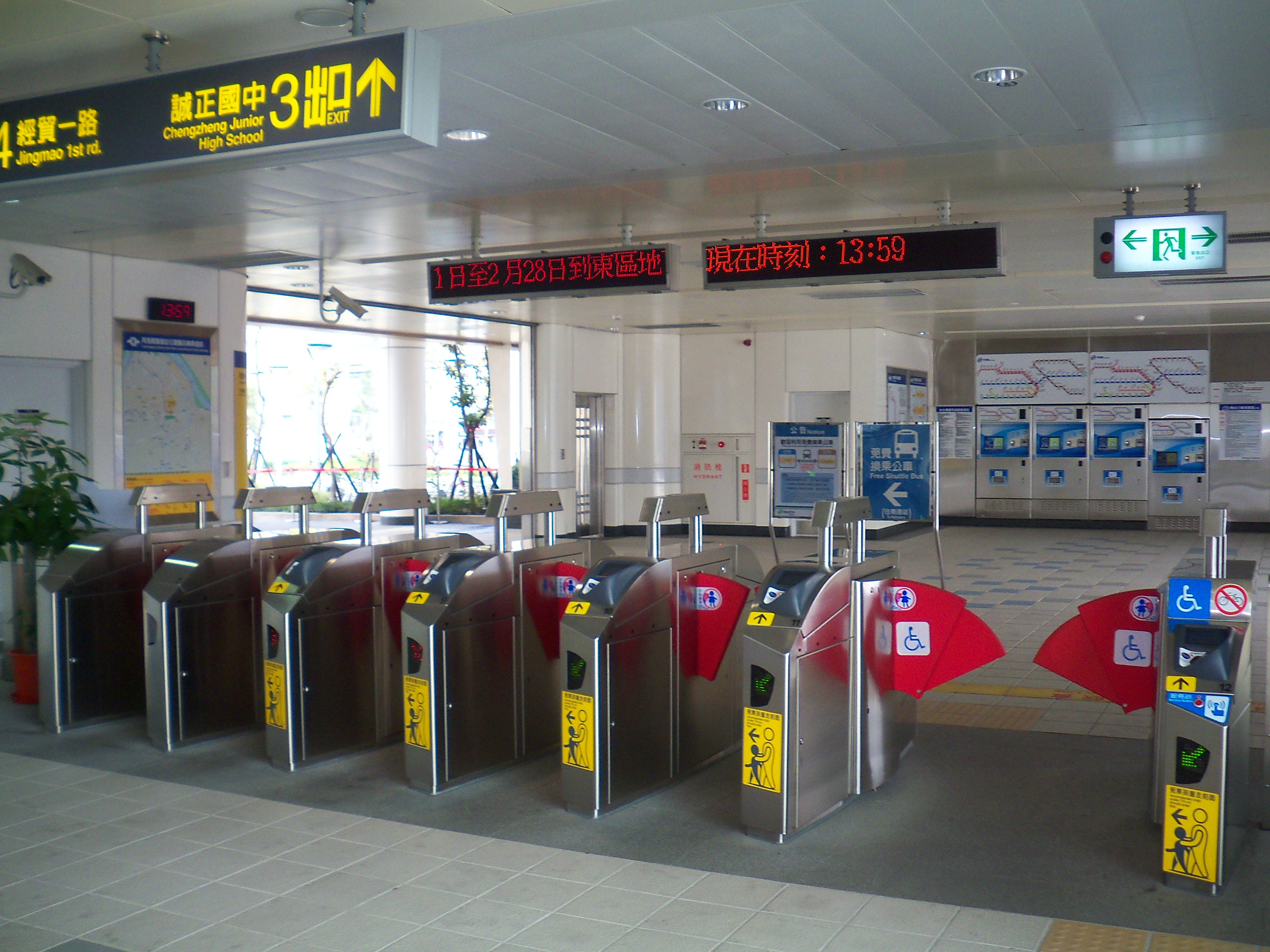
Beléptetőkapuk Taipei Nangang Exhibition Center állomáson

A tajpeji metró az egész hálózaton akadálymentes hozzáférést biztosít: az állomásokat és a vonatokat a mozgásukban korlátozottak is igénybe tudják venni. Megtalálhatóak többek között mozgáskorlátozott mellékhelyiségek, emelők és liftek, látássérültek számára bordázott járólapok, extra széles beléptetőkapuk és a vonatokon kerekesszékesek számára felfestett helyek.
2003 szeptemberében az állomások angol neveit felváltotta a hanyu pinjin változat, zárójelben utána pedig a tongyong pinyin változat az állomások be- és kijáratainál. Az átalakítás után azonban számos állomásnév átírása megegyezett. Az információs füzetek (臺北市大眾捷運系統捷運站轉乘公車資訊手冊) 2004-ben még a Wade–Giles átírással készültek.
Hogy a rendszer kezelni tudja a növekvő utasszámot, minden állomáson lecserélték a hagyományos forgósorompós beléptetőkapukat és az egy útra érvényes jegyeket feltöltőkártyák helyett token formában értékesítették tovább Az egész hálózat, beleértve az állomásokat, vonatokat és alagutakat le van fedve mobiltelefon hálózattal és számos állomáson WiFi hozzáférés is biztosított. A világ első WiMAX metró szerelvényei 2007-ben közlekedtek először a barna vonalon. Néhány állomás mobiltöltő állomásokkal is fel van szerelve.

### Peronok

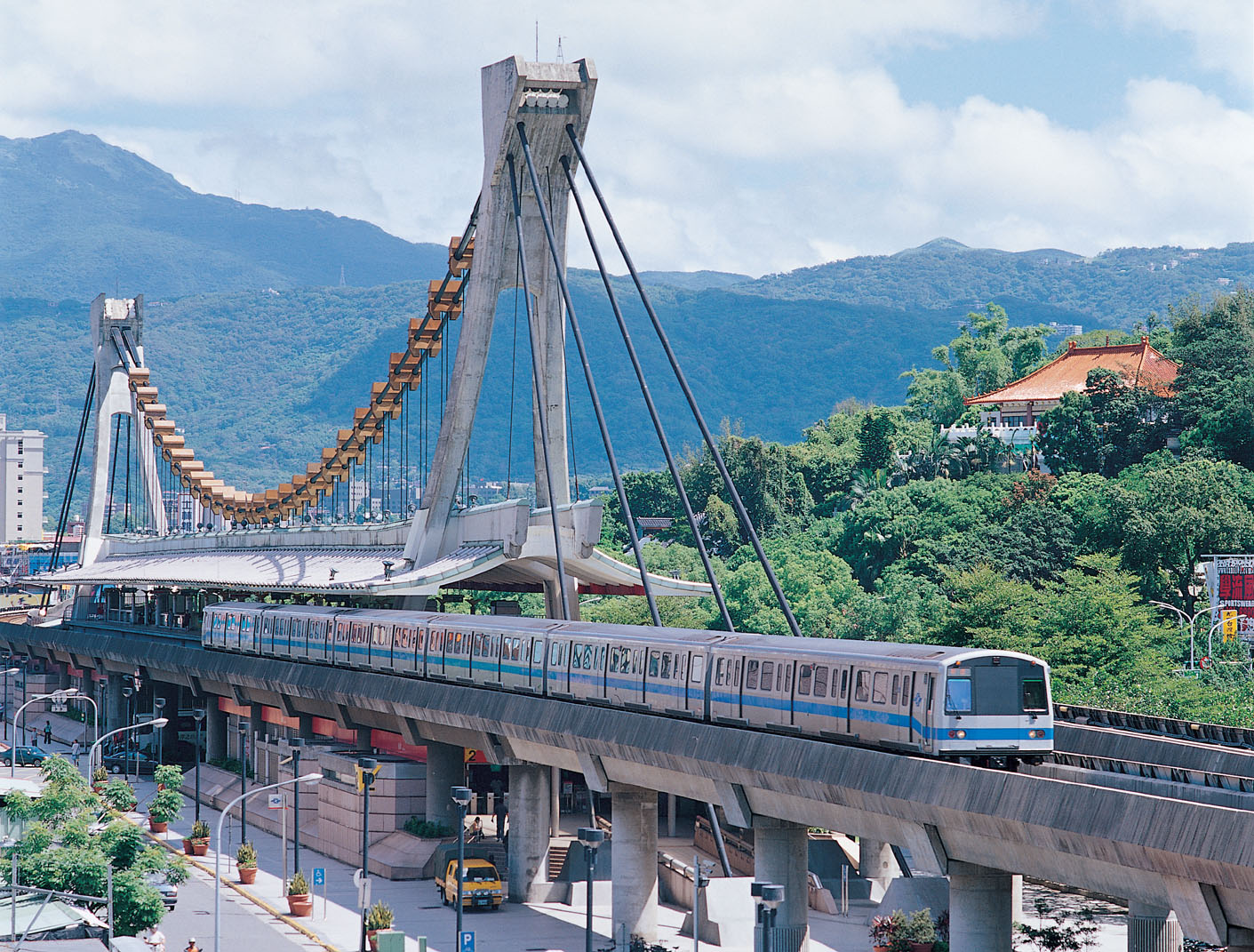
Egyedi sárkányhajó formájú híd a piros vonal Jiantan állomásánál

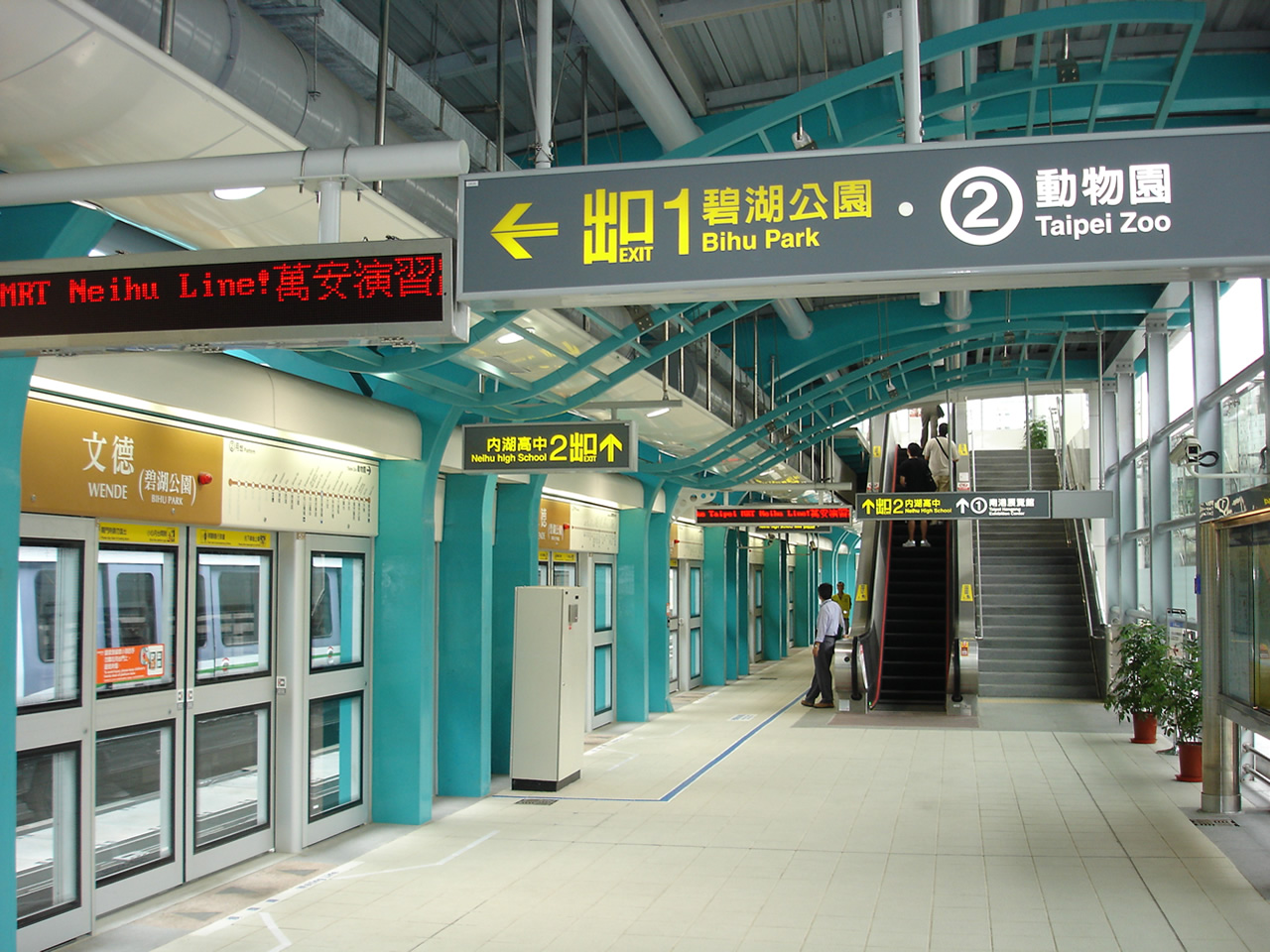
A barna vonal Wende állomásának peronja

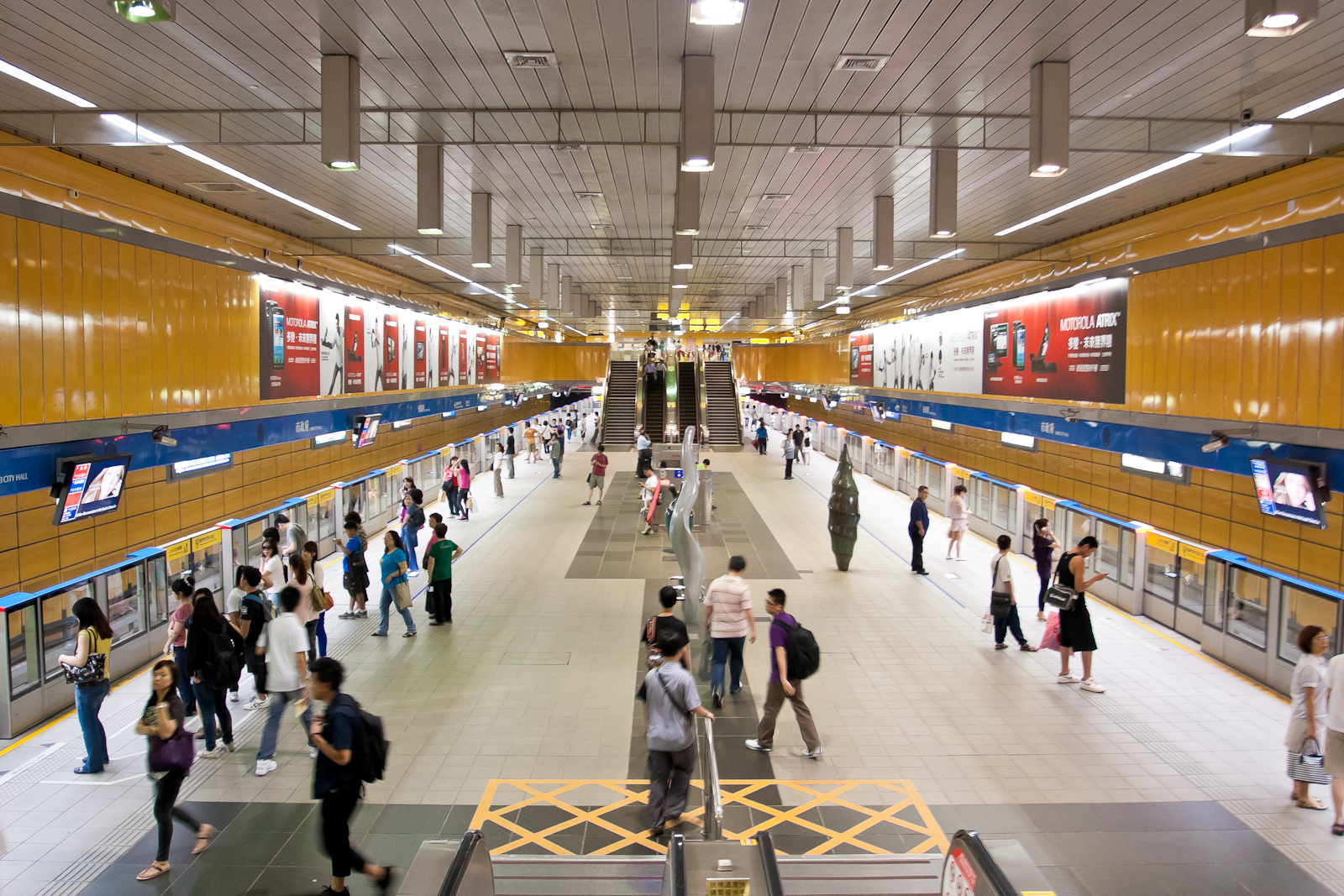
Széles szigetperon a kék vonal Taipei City Hall állomásán

A nagy forgalmú vonalakon valamennyi állomás szigetperonnal rendelkezik, míg az alacsony forgalmú vonalak állomásai oldalperonnal rendelkeznek. A közepes forgalmú vonalakon mindkét konstrukció megtalálható. A nagy forgalmú állomások peronjainak hossza eléri a 150 métert annak érdekében, hogy fogadni tudja a 6 kocsiból álló szerelvényeket is. A peronok szélessége állomásokon változó, a legszélesebbek Taipei main station, Zhongxiao Fuxing és Taipei City Hall állomásokon található.
Minden állomás rendelkezik LED és LCD kijelzőkkel mind az állomások előtereiben, mind pedig a peronokon, amelyek a következő vonatok érkezését mutatják. Minden állomáson a peronkapuk felett villogó piros fény jelzi a vonat közeledtét. 2018-ra már minden állomáson peronkapuk működtek.

### Művészet
A kezdeti hálózatban olyan fontos állomásokat választottak, mint az átszálló-, vég- és a nagy utasforgalmú állomások a közművészet telepítéséhez. A közművészet helyszíneinek alapelve a vizuális fókusz volt. A műalkotások között voltak falfestmények, gyermekmozaik kollázsok, szobrok, függesztett formák, térbeli alkotások, interaktív alkotások és ablakok. A kiválasztási módszerek között nyílt versenyek, meghívásos versenyek, közvetlen feladatok és a gyerekekkel való együttműködés szerepeltek.
A műalkotások népszerűsítése ma is folytatódik - a Közlekedési Minisztérium pályázatot írt ki nagyszabású nyilvános műalkotások biztosítására Sanchong állomás számára. Az ajánlat 9 millió dollár.

### Tranzit

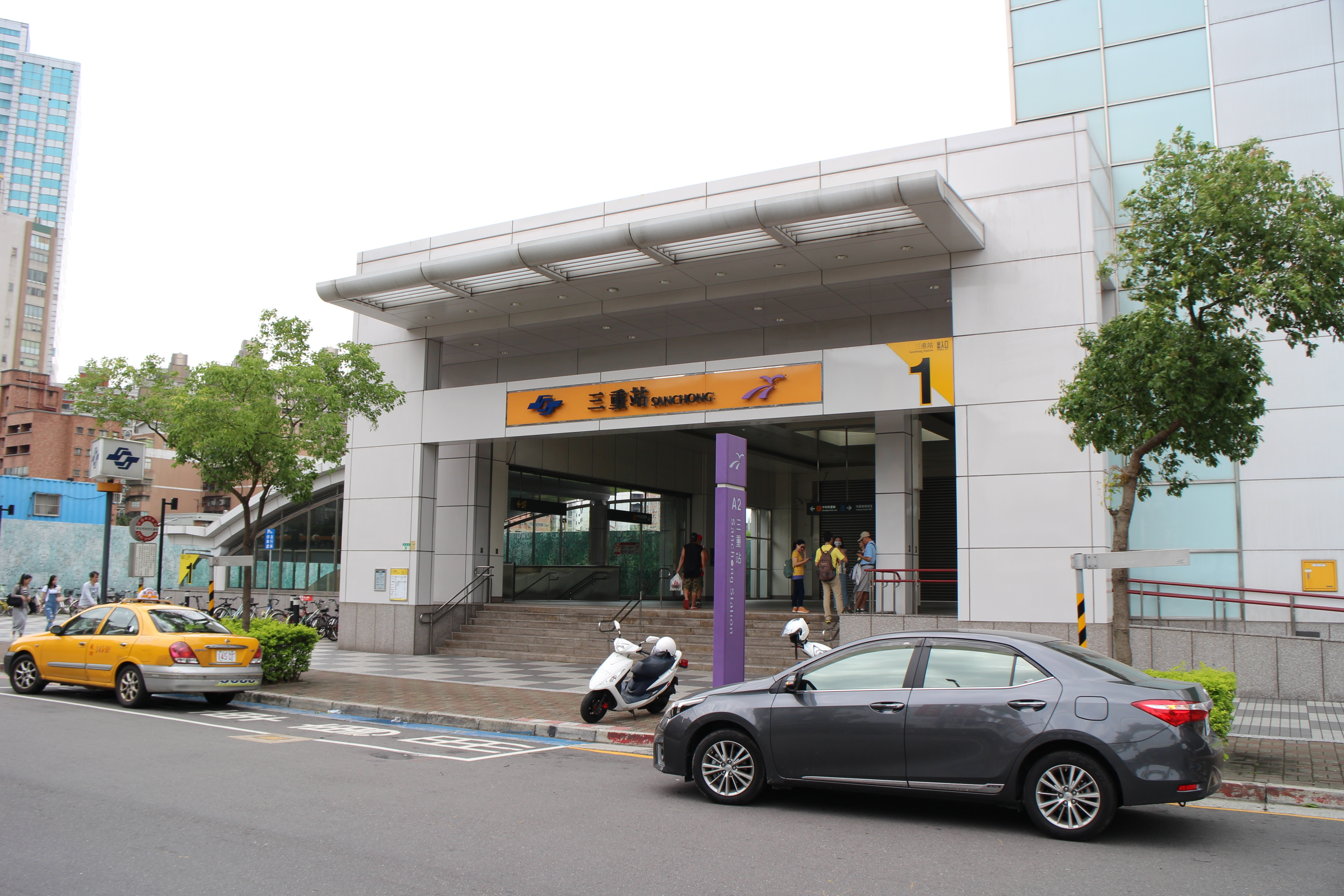
Sanchong, egy átszállóállomás a metró és Taoyuan reptéri gyorsvasút között

Átszállási lehetőség a városi buszokra minden állomáson biztosítva van. 2009-ben a metró- és buszhálózat között 444.100 átszállás történt naponta (csak az EasyCard használók száma). Átszállási lehetőség a vasútra és a nagysebességű vasútra Taipei main station, Banqiao és Nangang állomásokon lehetséges. Távolsági autóbuszokra a Taipei main station és Taipei City Hall állomásokon lehetséges. A Maokong Gondola a Taipei Zoo állomásról rövid sétával elérhető.
A Songshan repülőteret a barna vonal Songshan állomása szolgálja ki. A Taoyuan nemzetközi repülőtér pedig a reptéri gyorsvasúttal (Taoyuan Airport MRT) érhető el, ami közvetlenül csatlakozik a metróhoz.

## Fordítás
- Ez a szócikk részben vagy egészben  a   Taipei metro című angol Wikipédia-szócikk fordításán alapul.  Az eredeti cikk szerkesztőit annak laptörténete sorolja fel. Ez a jelzés csupán a megfogalmazás eredetét és a szerzői jogokat jelzi, nem szolgál a cikkben szereplő információk forrásmegjelöléseként.
- Ez a szócikk részben vagy egészben  a(z)   臺北捷運 című kínai Wikipédia-szócikk fordításán alapul.  Az eredeti cikk szerkesztőit annak laptörténete sorolja fel. Ez a jelzés csupán a megfogalmazás eredetét és a szerzői jogokat jelzi, nem szolgál a cikkben szereplő információk forrásmegjelöléseként.